# TMSR-LF1
 (octobre 2024).
La mise en forme du texte ne suit pas les recommandations de Wikipédia : il faut le « wikifier ».
Les points d'amélioration suivants sont les cas les plus fréquents. Le détail des points à revoir est peut-être précisé sur la page de discussion.
- Les titres sont pré-formatés par le logiciel. Ils ne sont ni en capitales, ni en gras.
- Le texte ne doit pas être écrit en capitales (les noms de famille non plus), ni en gras, ni en italique, ni en « petit »…
- Le gras n'est utilisé que pour surligner le titre de l'article dans l'introduction, une seule fois.
- L'italique est rarement utilisé : mots en langue étrangère, titres d'œuvres, noms de bateaux, etc.
- Les citations ne sont pas en italique mais en corps de texte normal. Elles sont entourées par des guillemets français : « et ».
- Les listes à puces sont à éviter, des paragraphes rédigés étant largement préférés. Les tableaux sont à réserver à la présentation de données structurées (résultats, etc.).
- Les appels de note de bas de page (petits chiffres en exposant, introduits par l'outil «  Source ») sont à placer entre la fin de phrase et le point final[comme ça].
- Les liens internes (vers d'autres articles de Wikipédia) sont à choisir avec parcimonie. Créez des liens vers des articles approfondissant le sujet. Les termes génériques sans rapport avec le sujet sont à éviter, ainsi que les répétitions de liens vers un même terme.
- Les liens externes sont à placer uniquement dans une section « Liens externes », à la fin de l'article. Ces liens sont à choisir avec parcimonie suivant les règles définies. Si un lien sert de source à l'article, son insertion dans le texte est à faire par les notes de bas de page.
- La présentation des références doit suivre les conventions bibliographiques. Il est recommandé d'utiliser les modèles {{Ouvrage}}, {{Chapitre}}, {{Article}}, {{Lien web}} et/ou {{Bibliographie}}. Le mode d'édition visuel peut mettre en forme automatiquement les références.
- Insérer une infobox (cadre d'informations à droite) n'est pas obligatoire pour parachever la mise en page.

Pour une aide détaillée, merci de consulter Aide:Wikification.
Si vous pensez que ces points ont été résolus, vous pouvez retirer ce bandeau et améliorer la mise en forme d'un autre article.
TMSR-LF1 ("Réacteur expérimental à combustible liquide à base de Thorium, réacteur expérimental à sels fondus") est un Réacteur à sels fondus de 2 MW (MSR) usine pilote situé dans le nord-ouest de la Chine,,,.
Le projet a démarré en 2011 pour un coût de 3 milliards de yens (450 millions de dollars américains). La construction du réacteur a commencé en 2018 et s'est achevée en 2021. En 2022, son plan de mise en service a été approuvé et le premier démarrage est prévu. 5 à 8 ans de fonctionnement en mode batch, avant la conversion en mode continu.

## Historique
En janvier 2011, l'Académie chinoise des sciences (CAS) a lancé le projet de recherche et développement TMSR visant à créer des réacteurs qui, entre autres avancées, utiliseront le refroidissement par air. CAS a confié le projet à son Shanghai Institut de physique appliquée (SINAP), qui dispose désormais d'installations de recherche et de conception MSR dans le District de Jiading. La conception du combustible liquide (« LF ») est basée sur l'Expérience sur le réacteur à sel fondu des années 1960 au Laboratoire national d'Oak Ridge aux États-Unis,. Le projet TMSR est dirigé par Xu Hongjie (谢红杰), qui a auparavant dirigé la construction synchrotron de Shanghai. Le site retenu pour le TMSR-LF1 fait partie d'un parc industriel
- - Jours équivalents à pleine puissance : 300
  - Jours maximum à pleine puissance par an : 60

## Plans futurs

Le manque relatif d'eau disponible pour refroidir les réacteurs à eau sous pression à l'ouest de la ligne Hu (en jaune) est considéré comme un facteur limitant pour eux.

Un petit réacteur modulaire (SMR) basé sur le LF1, ainsi qu'une installation de recherche sur les sels combustibles, sont prévus sur le même site. Les nouvelles spécifications du réacteur comprennent : un noyau en graphite de 3 m de haut par 2,2 m de large, une température de fonctionnement de 700 °C, une puissance thermique de 60 MW et une turbine à gaz à cycle fermé expérimentale à base de dioxyde de carbone supercritique pour convertir la puissance thermique en 10 MW d'électricité.
La construction devrait commencer en 2025 et s'achever d'ici à 2029. Le projet comprendrait également un composant hydrolyse à haute température, pour la production d'hydrogène. Une fois le projet de 10 MW terminé, la construction de SMR commerciaux d'au moins 100 MW débutera en 2030. Ils seront probablement implantés dans le centre et l'ouest de la Chine, et pourraient ainsi être construits hors de Chine dans les pays de l'Initiative Ceinture et Route ; en tant que centrales électriques à faible émission de carbone, elles contribueraient à atteindre l'objectif de neutralité carbone du gouvernement chinois d'ici à 2060.